# Charmoy (Saône-et-Loire)
Charmoy ist eine französische Gemeinde mit 284 Einwohnern (Stand: 1. Januar 2022) im Département Saône-et-Loire in der Region Bourgogne-Franche-Comté. Die Gemeinde gehört zum Arrondissement Autun und zum Kanton Autun-2 (bis 2015: Kanton Montcenis). Die Einwohner werden Cardémusiens genannt.

## Geographie
Charmoy liegt etwa 21 Kilometer südlich von Autun am Fluss Sorme. Der Fluss ist zum See Étang de la Sorme aufgestaut, der zum Teil auf dem Gemeindegebiet liegt. Umgeben wird Charmoy von den Nachbargemeinden Saint-Symphorien-de-Marmagne im Norden, Montcenis im Nordosten, Les Bizots im Osten, Blanzy im Südosten, Saint-Berain-sous-Sanvignes im Süden, Saint-Eugène im Westen und Südwesten, La Tagnière im Westen sowie Uchon im Nordwesten.

## Bevölkerungsentwicklung
| 1962                       | 1968 | 1975 | 1982 | 1990 | 1999 | 2006 | 2013 | 2019 |
| -------------------------- | ---- | ---- | ---- | ---- | ---- | ---- | ---- | ---- |
| 339                        | 312  | 311  | 262  | 282  | 279  | 247  | 260  | 274  |
| Quellen: Cassini und INSEE |      |      |      |      |      |      |      |      |

## Sehenswürdigkeiten
- Kirche Saint-Martin, Monument historique
- Turm von Le Bost, mittelalterlicher Donjon

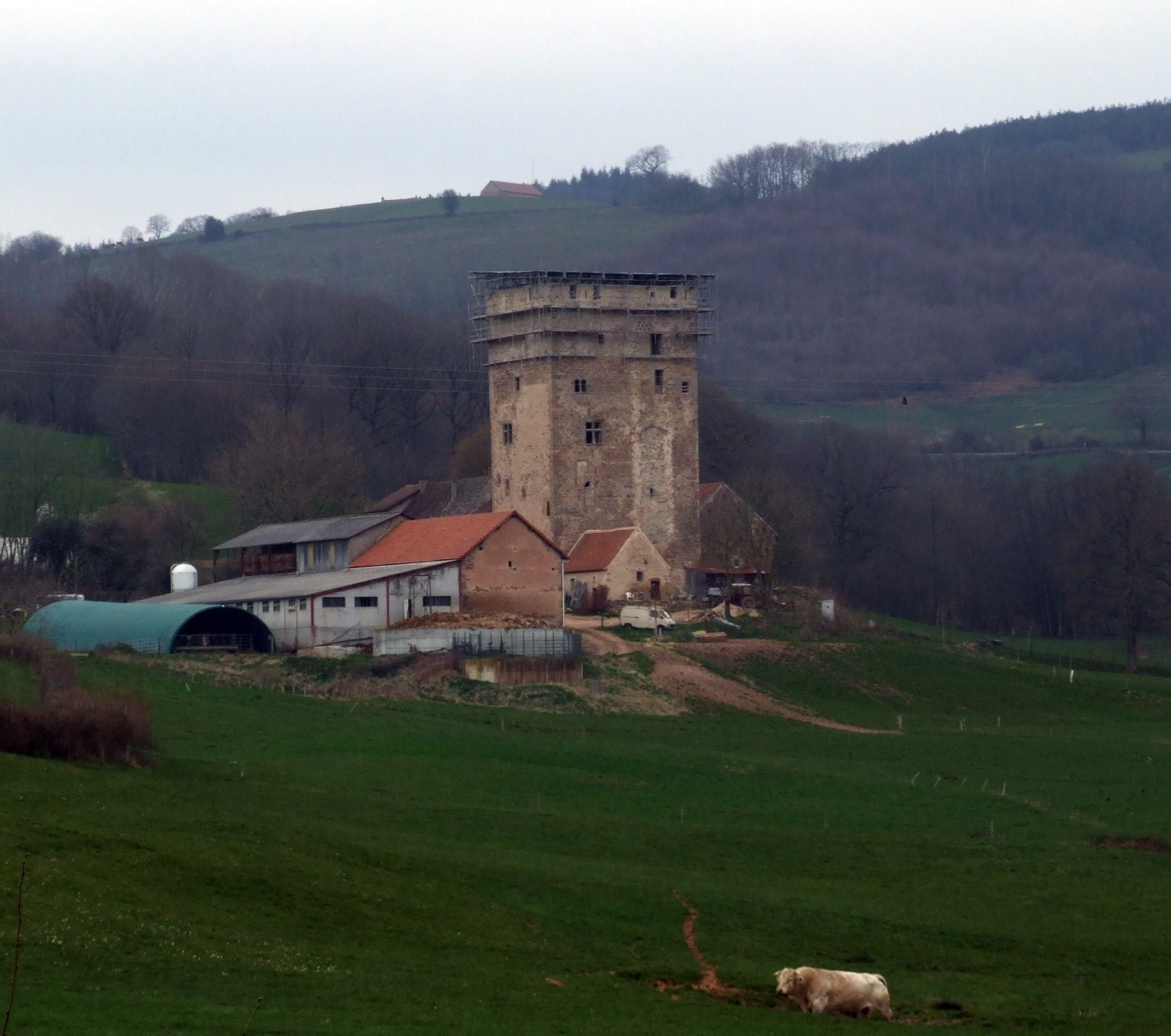
Turm von Le Bost